# Neoclinus nudus
Neoclinus nudus is een straalvinnige vissensoort uit de familie van snoekslijmvissen (Chaenopsidae). De wetenschappelijke naam van de soort is voor het eerst geldig gepubliceerd in 1971 door John S. Stephens, Jr. en Victor G. Springer. De soort werd ontdekt in Taiwan en onderscheidt zich door een volledige afwezigheid van schubben.